# Giovanni Gamberoni
Giovanni Gamberoni (* 24. September 1868; † 17. Februar 1929) war ein italienischer römisch-katholischer Geistlicher.
Papst Pius X. ernannte ihn am 20. April 1911 zum Bischof von Chiavari. Andrea Carlo Ferrari, der später seliggesprochene Erzbischof von Mailand, spendete ihm am 25. Mai 1911 in Carate Brianza die Bischofsweihe. Mitkonsekratoren waren Giovanni Mauri, Weihbischof in Mailand, und Cleto Cassani, Weihbischof in Sassari. Papst Benedikt XV. ernannte ihn am 22. März 1917 zum Erzbischof von Vercelli. Am 23. November 1928 stellte Papst Pius XI. ihm mit Giacomo Montanelli einen Koadjutor als Unterstützung zu Seite.